# Diphycerus davidis
Diphycerus davidis är en skalbaggsart som beskrevs av Leon Fairmaire 1878. Diphycerus davidis ingår i släktet Diphycerus och familjen Melolonthidae. Inga underarter finns listade i Catalogue of Life.